# Setge
Un setge és l'acció militar que consisteix a envoltar amb gent armada un lloc per combatre'l, privar-lo de comunicacions i apoderar-se'n. Posar setge implica el bloqueig militar prolongat d'una fortalesa, que sol anar acompanyat de l'assalt d'aquesta, amb l'objectiu de la seva conquesta mitjançant la força o el desgast. Té lloc quan un atacant es troba amb una ciutat o fortalesa que rebutja rendir-se i no pot ser presa fàcilment mitjançant un assalt frontal. Normalment comporta la marrada de l'objectiu i el bloqueig de les línies d'abastament, si cal, ajudats amb maquinària de setge, bombardeig d'artilleria i la construcció de túnels subterranis per reduir les fortificacions. El terme prové del llatí sĕdĭcum, «seient», derivat de sĕdēre, «seure».
En la història, els setges probablement sorgeixen paral·lelament al desenvolupament de les ciutats. Les ciutats antigues d'Orient Mitjà, per exemple, ja mostren restes arqueològiques de muralles fortificades. Durant el període dels Regnes Combatents a la Xina, hi ha proves tant textuals com arqueològiques de setges prolongats i de l'ús de màquines de setge contra els defensors de la ciutat.
Durant el Renaixement i a l'edat moderna, els setges van dominar la forma de guerra a Europa fins al punt que Leonardo da Vinci, per exemple, va guanyar gran part del seu renom amb el disseny de fortificacions en el seu estudi. Les campanyes medievals generalment es dissenyaven mitjançant una successió de setges. Tanmateix, a l'era napoleònica, l'ús cada vegada major de canons molt poderosos va reduir el valor de les fortificacions, de manera que ja en els temps moderns, les trinxeres van substituir les muralles, i els búnquers van substituir els castells. Ja al segle xx la importància del setge clàssic va declinar a causa de l'arribada de la guerra mòbil. Una fortificació concreta va deixar de ser tan decisiva com ho era abans i, per això, tot i que encara es produeixen setges concrets, ja no són tan importants ni tan comuns com ho van ser abans, donats els canvis en els mitjans de guerra, i sobretot per la facilitat amb què avui en dia es poden dirigir grans volums de poder destructiu contra un sol objectiu estàtic.
Si fracassa l'acció militar directa, els setges sovint poden ser decidits per la manca d'aigua o queviures, o per l'aparició de malalties epidèmiques, que poden afligir tant l'atacant com el defensor.

## Antiguitat
Les muralles de les ciutats i les fortificacions van ser essencials en la defensa de les primeres ciutats. Els murs es construïen amb maons de fang, pedra, fusta o alguna combinació d'aquests materials segons els recursos locals. Les cases de maons de pedra i fang de Kot Diji (província de Sind, Pakistan) s'agrupaven darrere dics de pedra massius i parets defensives, perquè les comunitats veïnes es barallaven constantment per obtenir el control de les terres bones. La ciutat de Mundigak (c. 2500 aC) (Kandahār, Afganistan) tenia parets defensives i els baluards quadrats es feien amb maons assecats al sol.
Les muralles de la ciutat també haurien servit per al doble propòsit de defensa i de mostra als possibles enemics de la grandesa del regne. Així, les muralles que envoltaven la ciutat sumèria d'Uruk eren famoses, amb una longitud de 9,5 quilòmetres i una altura d'uns 12 metres. Més tard, les muralles de Babilònia reforçades amb torres i fossats, van guanyar una reputació similar. Els assiris dedicaven una part de la població activa per construir nous palaus, temples i muralles. A Anatòlia, aprofitant els turons, els hitites van construir grans muralles de pedra al voltant de les seves ciutats.
Durant la Dinastia Shang (segle xv aC), a Ao (Xina), els murs grossos tenien uns vint metres d'amplada a la base i envoltaven una àrea d'uns 1.900 metres quadrats. Amb unes dimensions similars, a Handan, l'antiga capital xinesa de l'Estat de Zhao fundada el 386 aC, els murs eren també de vint metres d'amplada i una altura de quinze metres, i una llargada de 1.400 metres.
Altres civilitzacions, com la de la Vall de l'Indus o la minoica de Creta, van dedicar menys recursos en emmurallar, ja que basaven la defensa en la protecció de les seves fronteres i costes, en lloc de construir grans estructures al voltant de les ciutats, com és el cas de la muralla de l'antiga Micenes, a la darrera meitat del 2n mil·lenni aC.

## Exemples en l'art

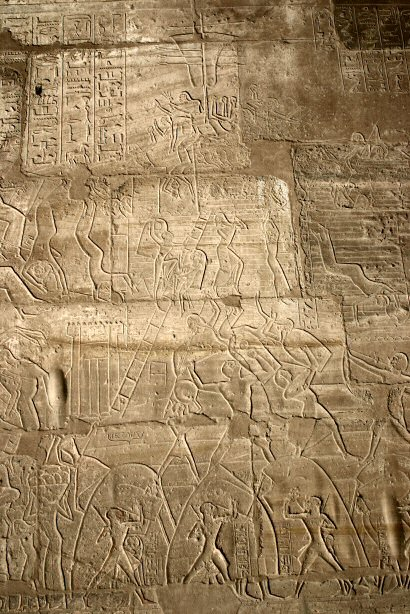
Setge de Dapur.
Relleu del temple de Ramsés II a Luxor.

Les representacions més antigues dels setges recollides com a expressions artístiques les trobem a l'antic Egipte, al voltant del 3000 aC. Mostren destruccions simbòliques de muralles d'una ciutat amb animals i aixades. Les primeres maquinàries per setge es van trobar en restes d'una tomba egípcia del segle xxiv aC, on es poden observar soldats egipcis assaltant les muralles de Canaan fent servir escales amb rodes.
D'una època posterior, del segle xiii aC, ens ha arribat el retrat del violent setge de Dapur, una ciutat hitita, amb soldats pujant per escales protegides per arquers. En les restes d'un palau assiri –entre el segle ix aC i segle vii aC–, apareixen setges de diverses ciutats del Pròxim Orient. Tot i que un mil·lenni abans ja s'havia inventat un ariet simple, els assiris van millorar la tecnologia construint ariets amb forma de torre, a la part superior de la qual posicioven arquers.
A l'antiga Xina, els setges d'algunes ciutats, fins i tot amb batalles navals, quedaven descrits en vasos de bronze del període dels Regnes Combatents (segles V aC - III aC), com els que es van trobar l'any 1965 a Chengdu, Sichuan (Xina).

## Proves arqueològiques
Malgrat que hi ha descripcions de setges en fonts documentals i en l'art antic de l'Orient Mitjà, s'han trobat molt poques restes arqueològiques de sistemes de setge. Dels pocs exemples, podem destacar-ne tres de notables:
1. Hi ha restes d'un setge a Dir es-Safi (Gath), a l'actual Israel, que es remunta a les darreries del segle ix aC. Aquest sistema de setge consisteix en una trinxera de 2,5 quilòmetres de llarg, torres i altres elements. És la primera prova coneguda d'un sistema de circumval·lació, possiblement construït per Hazael, rei de Damasc, com a part del seu setge i conquesta de la ciutat filistea de Gath.[9]
2. Hi ha restes d'un setge a Tel Laquix, a l'actual Israel, de les darreries del segle viii aC. Aquest sistema, construït per Senaquerib d'Assíria el 701 BCE, es veu en les restes arqueològiques trobades, i està descrit en fonts bíbliques i assíries i en els relleus del palau de Senaquerib a Nínive.
3. El setge de Pafos, a Xipre, portat a terme per l'exèrcit persa, el segle iv aC.

## Tàctiques
La pràctica de guerra més comuna en un setge era, tanmateix, assetjar i esperar la rendició dels enemics. El setge egipci de Megiddo (segle xv aC), es va allargar uns set mesos abans que els habitants es rendissin. El setge de l'exèrcit hitita a un vassall anatòlic rebel (segle xiv aC) acabà quan la reina sortí fora de la ciutat a demanar pietat en nom de la seva gent. Per mor de problemes logístics, els setges de llarga durada que exigien una força militar més gran, molt poques vegades podia mantenir-se durant massa temps.
Si l'objectiu principal d'una campanya no era la conquesta d'una ciutat en particular, es podia passar de llarg i deixar-la tranquil·la. La campanya hitita contra el regne hurrita de Mitanni (segle xiv aC) va deixar de banda la ciutat fortificada de Karkemish. Quan l'objectiu principal de la campanya va quedar complert, l'exèrcit hitita retornà a Karkemish i la ciutat caigué després de vuit dies de setge. El més conegut setge assiri de Jerusalem (segle viii aC), fineix quan els israelites van oferir regals i tributs als atacants, segons compten els relats assiris, o quan el campament assiri va ser colpejat per una plaga, segons la versió de la Bíblia.
El mètode universal de defensa contra els setges són les fortificacions, principalment muralles i canals, per reforçar les proteccions orogràfiques de l'assentament. També és molt important comptar amb un subministrament suficient d'aigua i menjar, per evitar la rendició per fam. Durant el setge, l'exèrcit atacant sol utilitzar obres d'enginyeria civil, com una línia de circumval·lació de l'objectiu, per tractar d'impedir que arribin subministraments des de l'exterior. Quan un setge per fam arribava a límits desesperats pels defensors, és possible que la situació arribés als extrems d'utilitzar com a menjar cavalls, mascotes, el cuir de les sabates i, fins i tot, els mateixos companys morts, és a dir, pràctiques de canibalisme. En alguna ocasió els defensors podrien fer fora ciutadans de la ciutat, el que les condemnava a una mort gairebé segura, per poder reduir la demanda d'aigua i menjar emmagatzemat.

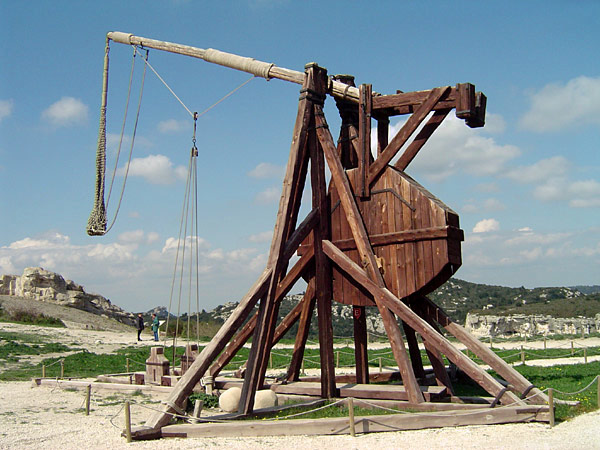
Trabuquet, una arma de setge de l'època medieval.

Per acabar ràpidament amb un setge, es van desenvolupar diversos mètodes en les èpoques antiga i medieval per trencar les fortificacions, i se'n van desenvolupar una gran varietat de maquinària de setge. Les escales es feien servir per accedir fins a la part alta de les defenses; els ariets i els garfis servien per trencar les portes o les mateixes muralles, i les catapultes, ballistes, trabucs, mangoneles i onagres servien per llançar projectils per a destruir les fortificacions i matar els defensors. També podia construir-se una torre de setge: una estructura construïda per a ser tant o més alta que les muralles, la qual cosa que permetia als atacants disparar des d'una posició més elevada als defensors o facilitar l'accés a les tropes fins dalt de la muralla amb menys perill que amb escales.
A més del llançament de projectils, era també molt comú l'intent de minar les fortificacions, en excavar fins que caiguessin. Això s'aconseguia excavant un túnel sota els fonaments de les muralles, i després fent explotar el túnel deliberadament. Els defensors podien construir túnels per contrarestar els treballs dels atacants, i destruir els túnels prematurament.

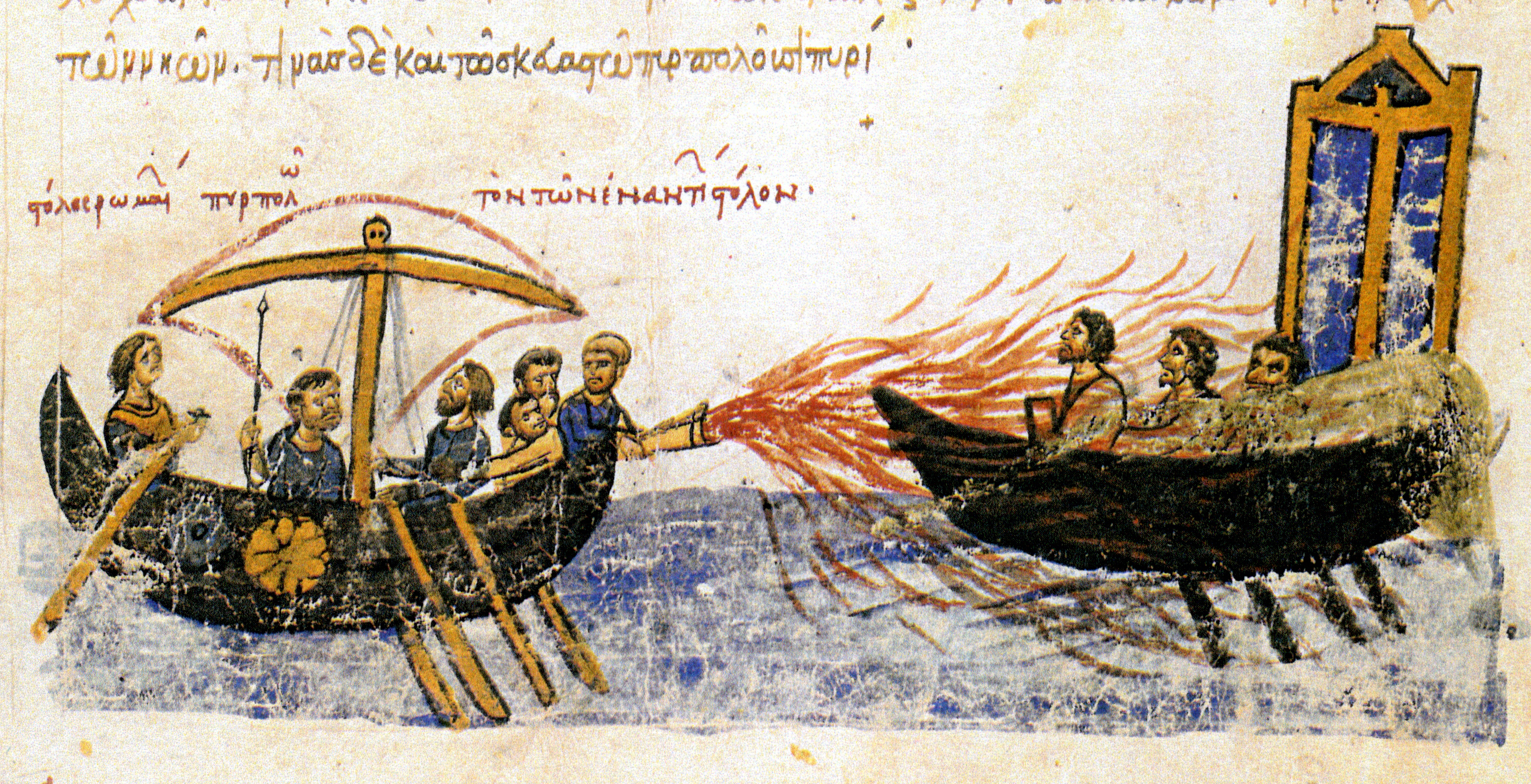
Foc grec (manuscrit romà d'Orient)

El foc també s'utilitzava com a forma d'acabar amb fortificacions de fusta. L'Imperi Romà d'Orient va inventar el foc grec, que contenia additius que feien que fos molt difícil d'extingir. Combinat amb un llançaflames primitiu, era una arma molt efectiva, tant ofensiva com defensiva.
La malaltia era una altra arma de setge molt efectiva, encara que els atacants eren sovint tan vulnerables com els defensors. En alguns casos, les catapultes o armes similars llançaven animals malalts dins de la ciutat, el que és un exemple de guerra biològica rudimentària.
Els avenços tecnològics a la maquinària de setge també van obligar a desenvolupar una varietat de contramesures defensives. En particular, les fortaleses medievals es van enfortir cada vegada més; n'és un exemple el castell concèntric, del període de les croades. També es van desenvolupar armes defensives com forats que permetien deixar caure sobre els atacants substàncies calentes o incendiàries, com oli bullent, plom fos o sorra cremant. També es van crear obertures o escletxes per llançar sagetes des d'una posició protegida, portes de seguretat o profunds fossats d'aigua. Es parava molta atenció en la defensa de les entrades, amb portes protegides per ponts llevadissos, reixats o forts avançats.
Fins a la invenció de la pólvora i la invenció d'armes que llançaven projectils molt més ràpids, el balanç de poder i logística definitivament afavorien el defensor. Amb la invenció de la pólvora, el canó, els morters i l'artilleria –aquests últims en temps moderns–, els mètodes tradicionals de defensa es van fer cada vegada menys efectives contra un setge.
A l'edat mitjana europea, s'observa que gairebé totes les grans ciutats tenien muralles de protecció, i les ciutats més importants tenien ciutadelles, forts o castells. Es va fer un gran esforç en assegurar el subministrament d'aigua en cas de setge, amb un complex sistema de túnels que es feien servir per emmagatzemament i comunicacions, com n'hi ha a Tàbor, a Bohèmia (similars als que es van fer servir molt més endavant al sud-est asiàtic durant la Guerra del Vietnam).

## Històries de setges

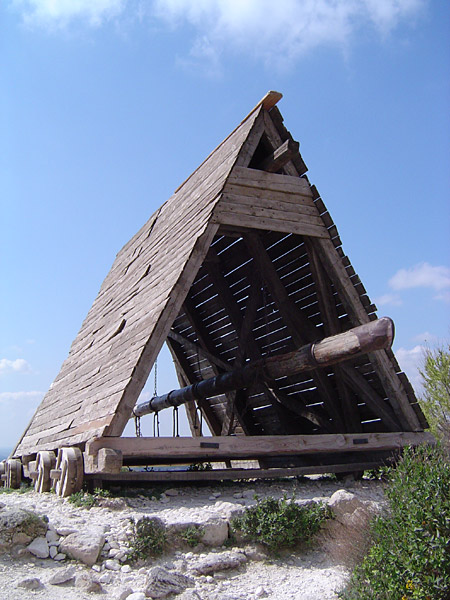
Rèplica d'un ariet al Castell de Baux, França.

Si bé hi ha molts relats antics de saquejos de ciutats, molt pocs contenen dades més concretes. Alguns contes populars parlen de com els herois actuaven en les batalles, com per exemple en la història del Cavall de Troia, i un relat molt similar conte com la ciutat cananea de Joppa va ser conquerida pels egipcis el segle xv aC.
El llibre de Josuè, conté una història sobre la miraculosa batalla de Jericó. Un relat històric més detallat que data del segle viii aC, anomenat l'estela de Piankhi, narra com els nubians van assetjar diverses ciutats egípcies en fer servir ariets, arquers, fones i en construir ponts de terra rudimentaris per passar les fosses.

### Grecs i romans

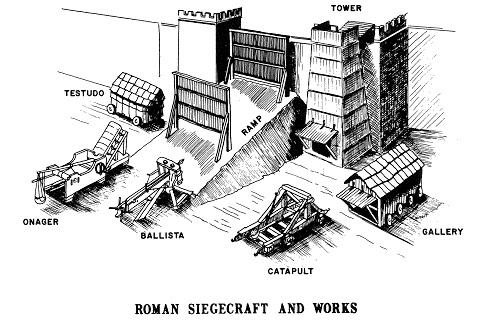
Maquinària de setge romana.

L'exèrcit macedoni d'Alexandre el Gran es va veure implicat en múltiples setges i batalles. N'hi ha, tanmateix, dos d'ells, que van ser particularment difícils: el de Tir i el de la Roca Sogdiana. Tir era una ciutat fenícia que ocupava una illa localitzada a aproximadament un quilòmetre del continent. Els macedonis van construir un impressionant pont per accedir a l'illa, que tenia uns 60 metres d'ample. Quan ja es trobaven prou a prop perquè estigués a l'abast de l'artilleria, Alexandre va portar màquines llançadores de pedres i catapultes lleugeres per bombardejar les muralles de la ciutat. La ciutat finalment va caure en mans macedònies després d'un setge de set mesos.
Amb un plantejament ben diferent del de Tir, el setge de la Roca Sogdiana va acabar amb una rendició. Tot i que la ciutat se situava en un promontori d'una zona muntanyosa i era pràcticament inexpugnable, Alexandre va emprar tàctiques guerrilleres i va reeixir escalar amb algunes tropes fins a arribar a uns penya-segats, des d'on va poder accedir a uns terrenys que quedaven per sobre de la mateixa ciutat. Els defensors es van desmoralitzar en veure les tropes enemigues per sobre d'ells i van rendir-se.
La importància dels setges en el període antic no podia subestimar-se. Una de les causes de la incapacitat d'Hanníbal de derrotar Roma era el seu desconeixement de les tàctiques de setge. Per això, tot i ser capaç de derrotar els exèrcits de Roma en la lluita a camp obert, va ser incapaç de prendre la ciutat de Roma.

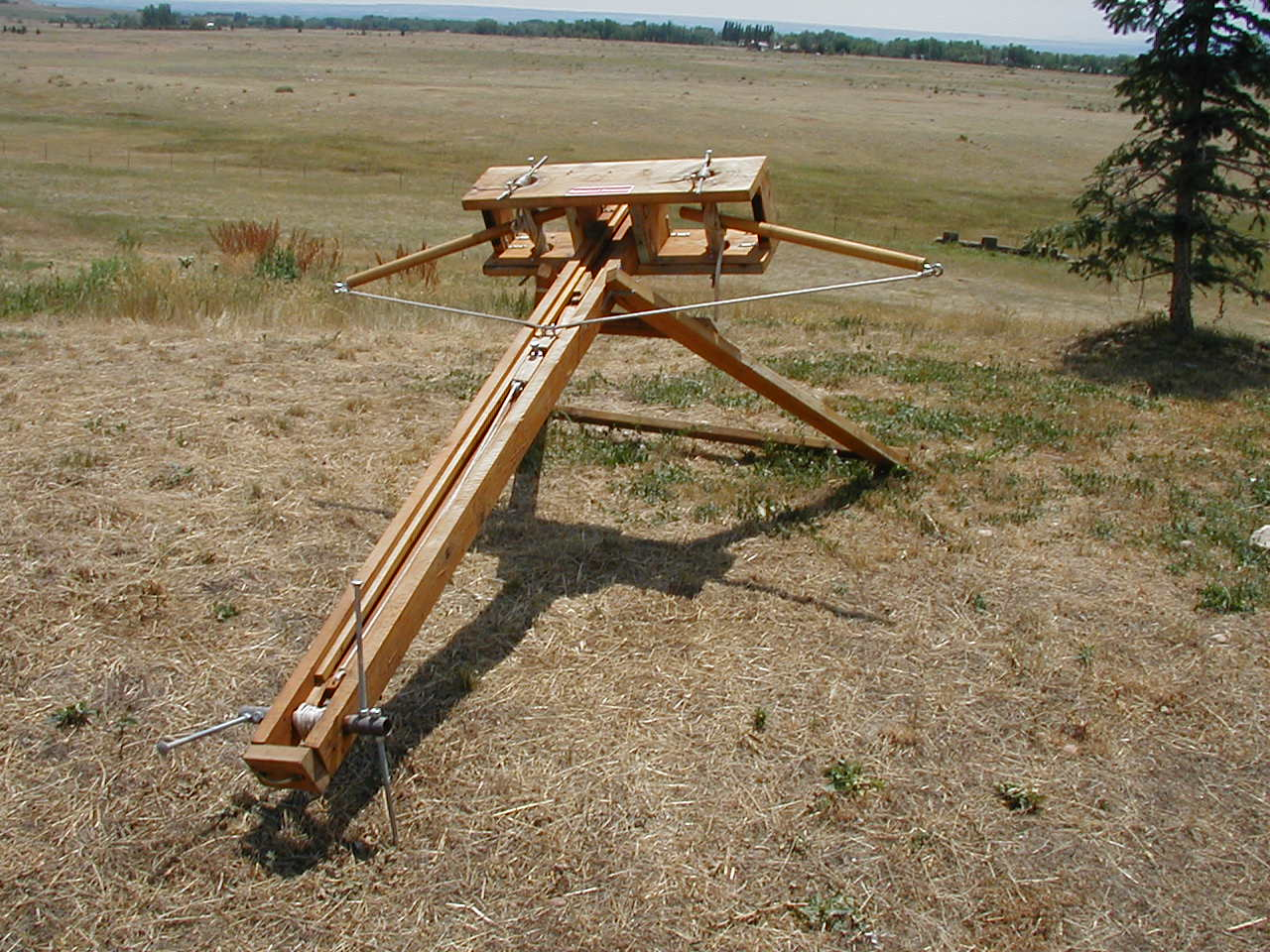
Ballista, arma de setge de l'època romana.

Tanmateix, els exèrcits de legionaris de la República i de l'Imperi Romà, són particularment coneguts per la seva habilitat en la realització dels setges. Els setges, en gran nombre i de gran varietat, van ser una peça clau en la conquesta de la Gàl·lia per part de Juli Cèsar, el segle i aC.
En la seva obra Sobre la guerra de les Gàl·lies Juli Cèsar descriu com en la batalla d'Alèsia les legions romanes van aixecar dues immenses parets fortificades al voltant de la ciutat. A la muralla interna, d'unes deu milles, mantenien Vercingetòrix i les seves forces dins de la ciutat, mentre que la muralla externa els protegia dels reforços, que els superaven en nombre i tractaven de trencar el setge. Els romans van aconseguir mantenir la posició entre les dues parets i els gals, enfrontant-se a la mort per fam, finalment es van rendir una vegada que els seus reforços van ser derrotats per Cèsar.
Els sicaris zelotes que defensaven Masada l'any 74 van ser derrotats per les legions romanes després de construir una rampa d'uns cent metres que arribava fins al cim de la muralla oest de la fortalesa.

### Els mongols

Genghis Khan.

A l'edat mitjana, a Àsia, Genguis Kan va liderar la gran campanya militar de l'imperi Mongol i posteriorment per Khublai Khan, per conquerir la Xina. Va ser una iniciativa extremadament efectiva, que va permetre als mongols conquerir extenses àrees. Fins i tot si no podien entrar en algunes de les ciutats més ben fortificades, utilitzaven tàctiques de batalla innovadores per prendre el control de les terres i els ciutadans:
| «                          | Com es van concentrar en els exèrcits a camp obert, les fortaleses havien d'esperar. Per supòsits, fortaleses petites, o aquelles que eren fàcilment sorpreses, eren preses a mesura que s'anaven trobant. Això tenia dos efectes: Primer, tallava a la ciutat principal la comunicació amb altres ciutats d'on poguessin esperar ajuda. Segon, els refugiats de les ciutats més petites fugien a la gran fortalesa, que era l'última que quedava encara sana i estàlvia. Les hordes de refugiats no sol reduïen la moral dels habitants i de la guarnició de la ciutat principal, sinó que també reduïa els seus recursos. Les reserves d'aigua i menjar es veien amenaçats pel sobtat influx de refugiats i aviat, el que abans era una conquesta realment difícil, es tornava fàcil. Els mongols llavors eren lliures per assetjar la fortalesa sense interferència de l'exèrcit principal, que havia estat destruït… En el setge d'Alep, Hulagu va fer servir vint catapultes només contra Bab al-Iraq (La porta d'Iraq). A Jûzjânî hi ha diversos episodis en els quals els mongols van construir centenars de màquines de setge amb la finalitat de sobrepassar el nombre que tenia la ciutat per la seva defensa. Si bé Jûzjânî segurament exagerava, els grans nombres que utilitzava tant pels mongols com pels defensors donen una idea de la gran quantitat de maquinària en cada setge | » |
| — Timothy May, Mongol Arms | |   |

Una altra tàctica mongola consistia a utilitzar catapultes per llançar cossos de malalts –per exemple, de pesta bubònica–, dins de les ciutats assetjades. La plaga infestava la ciutat, i permetia que fos capturada amb major facilitat, tot i que aquest mecanisme de transmissió de malalties no es coneixia de manera científica.
En la primera nit del setge, el líder mongol s'establia en una tenda de campanya de color blanc. Això significava que si la ciutat es retia, tots els ciutadans serien respectats. El segon dia, utilitzaria una tenda de color vermell: si la ciutat es retia, matarien tots els homes, però la resta se salvaria. El tercer la tenda era de color negre, i això significava que no quedarien supervivents.

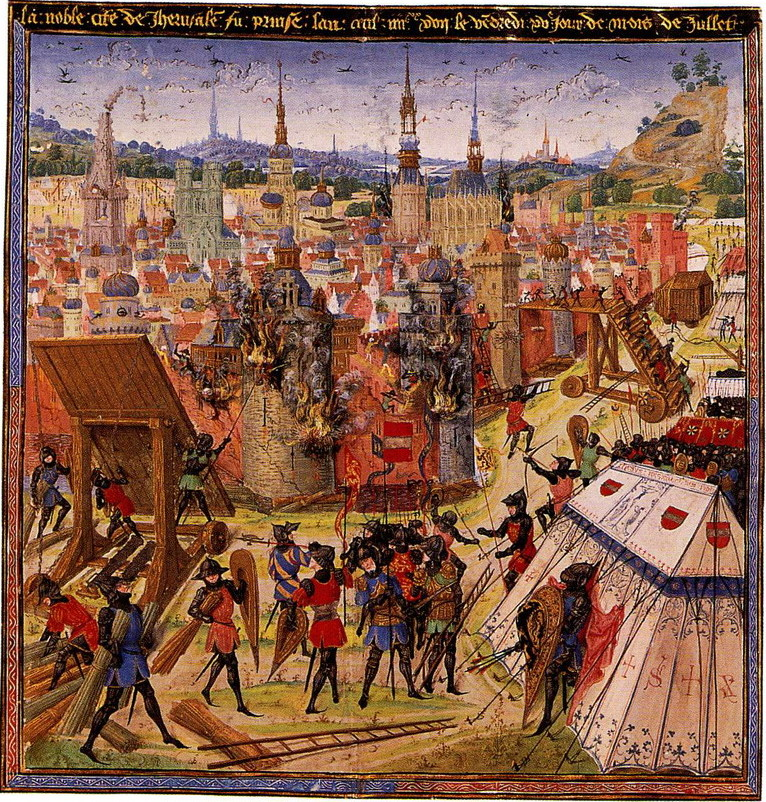
Conquesta de Jerusalem (1099).

Aquest tipus d'actitud era una pràctica comuna en molts exèrcits. Una ciutat que es retia podia negociar per evitar el saqueig. Una ciutat que era presa per un setge o per l'assalt podria sofrir tremendes conseqüències, fins i tot durant el segle xix. El brutal saqueig de Jerusalem al final de la Primera Croada sovint serveix per mostrar el fanatisme religiós cristià de l'època i de barbàrie contra els musulmans, però en el fons no era diferent de l'acabament d'aquest tipus de setges. Jerusalem havia estat presa a l'assalt, com Visby el 1361, i el costum era que podia ser saquejada durant tres dies i tres nits, i els habitants podien ser violats o morts sense cap mena de traves. A més a més, era habitual que s'imposessin grans tributs; però, si la ciutat es rendia sense setge, podia quedar indemne.
Els mongols eren menys eficients contra castells ben protegits. Seria un dels motius pels quals no van arribar mai a intentar un verdader assalt a Europa van ser els castells europeus. Prendre'ls hauria requerit massa recursos, i un exèrcit basat en la mobilitat podria haver estat atacat fàcilment durant un setge. Després de la catàstrofe de l'any 1241 en la batalla de Mohi, el rei Bela IV va omplir Hongria de castells estratègics. Si bé deterioraven el poder central, en donar-lo als nobles locals, van mostrar ser una solució molt efectiva i els hongaresos, el 1285, van rebutjar amb facilitat una invasió mongola de l'Horda d'Or.

### Xina

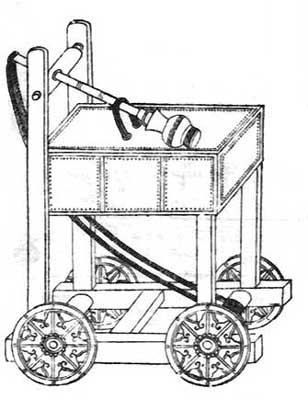
Trabuquet xinès per llençar bombes.

Els xinesos no estaven completament indefensos davant els atacs mongols i del 1234 fins al 1279 la Dinastia Song del sud es pogueren defensar amb èxit, en part, gràcies a l'innovador ús de la pólvora; tenien rudimentaris llançaflames, granades, armes de foc, canons i mines, que havien fet servir ja contra els khitans, els tanguts i els manxús.
En el període Song també es va descobrir el potencial explosiu d'empaquetar petxines buides amb pólvora. En el manuscrit de Jiao Yu, el Huo Long Jing, que són uns escrits posteriors (cap al 1350), aquest descrivia una mena de canó conegut com el pao de pi-li de fei yun («un tro eruptor d'un núvol volant»). El manuscrit diu (transcripció Wade-Giles):
| «                        | Les petxines (phao) es fan de ferro colat, tan gros com un bola i amb forma de pilota. Dins hi ha la meitat d'una lliura de pólvora 'màgica' (shen huo). Se'ls envia volant cap al camp enemic des d'un eruptor (mu phao); i quan reïx a arribar-hi, se sent un so com un tro, i els flaixos de llum apareixen. Si es dispara amb deu d'aquestes petxines al camp enemic, el lloc sencer serà abrasat… | » |
| — Jiao Yu, Huo Long Jing | |   |

Durant la Dinastia Ming (1368-1644), els xinesos van planificar un tipus de construcció arquitectònica per defensar-se d'un atac amb explosius. El lloc per construir les parets i el gruix de les parets a la Ciutat Prohibida de Pequín era impulsat per l'emperador Yongle (1402-1424), i eren murs prou gruixuts per resistir atacs amb canons.

## L'època de la pólvora
La invenció de la pólvora i l'ús del canó va portar una nova era en les tàctiques militars en general, i més concretament en el que fa referència al setge. Els canons van començar a emprar-se a la primeria del segle xiii, durant la Dinastia Song, però no van ser gaire importànts fins passats uns 150 anys. Ja en el segle xiv els canons eren una peça essencial i regular de qualsevol exèrcit en campanya, així com en les defenses de qualsevol castell.
L'avantatge més gran del canó sobre altres armes de setge era la seva capacitat de disparar un projectil més pesant, més lluny, més ràpid i amb una freqüència més alta que les armes existents fins al moment. Així, muralles d'èpoques passades –més altes i relativament més primes– eren objectius excel·lents i s'ensorraven fàcilment en destruir les seves bases. Un exemple clar el tenim en la caiguda de Constantinoble quan, el 1453, les seves grans muralles van ser destruïdes en tan sols sis setmanes pels 62 canons de l'exèrcit de Mehmet II.
Tanmateix, aviat van aparèixer noves fortificacions per tot Europa, aquesta vegada dissenyades per resistir les armes de foc. Durant el Renaixement i l'Edat Moderna els setges van romandre importants en les multiples guerres europeus.
Una vegada que es van desenvolupar els canons de setge, les tècniques per prendre una ciutat o fortalesa es van començar a conèixer en profunditat, fins al punt de seguir un protocol força utilitzat (vegeu el requadre explicatiu). Després de cada pas del procés, els assaltants exigien la rendició dels defensors, però una vegada que les tropes havien conquerit amb èxit la ciutat a través de la bretxa, els habitants no podien esperar cap mena de perdó.

### La millora de les fortificacions

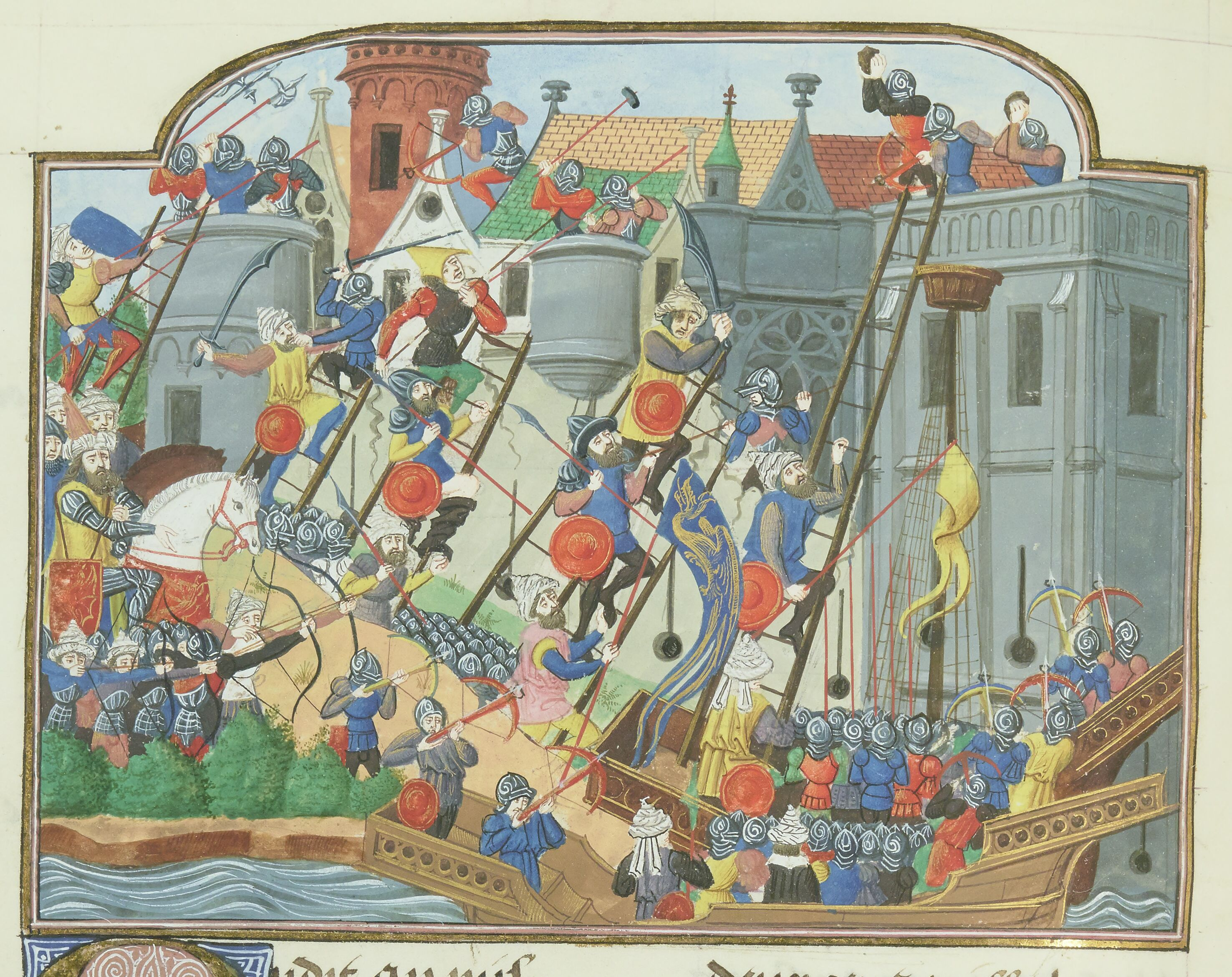
El 1453, l'imperi Turc va assetjar Constantinoble durant gairebé dos mesos.

Els castells que en anys anteriors havien estat formidables obstacles davant els setges, amb les noves armes ara eren fàcilment enderrocats. Per exemple, a Espanya, el modern exèrcit dels Reis Catòlics va ser capaç de conquerir les fortaleses mores de Granada entre els anys 1482 i 1492, fortaleses que havien aguantat segles abans de la invenció dels canons.
A començament del segle xv, l'arquitecte italià Leon Battista Alberti va escriure un tractat titulat De re aedificatoria, on teoritzava mètodes de construcció de fortificacions capaces d'aguantar els nous canons. Va proposar que les parets es construïssin de forma desigual, com les dents d'una serra. Va proposar fortaleses en forma d'estrella amb murs més baixos i gruixuts.
Tanmateix, pocs dirigents van seguir els seus consells. Des dels anys 1480, unes quantes ciutats d'Itàlia van començar a construir d'acord al nou estil, però no va ser fins a la invasió francesa de la península italiana, els anys 1494-1495, quan les noves fortificacions van començar a construir-se a gran escala. Carles VIII envaí Itàlia amb un exèrcit de 18.000 homes entrenats amb l'artilleria mòbil de l'època, transportada amb cavalls. Com a resultat, podia vèncer virtualment qualsevol ciutat o estat, sense importar el tipus de defensa. Davant d'aquesta situació, els estats italians es va replantejar l'estratègia militar, i van donar un especial èmfasi en la construcció de noves fortificacions que poguessin aguantar un setge modern.

### Un nou tipus de fortalesa

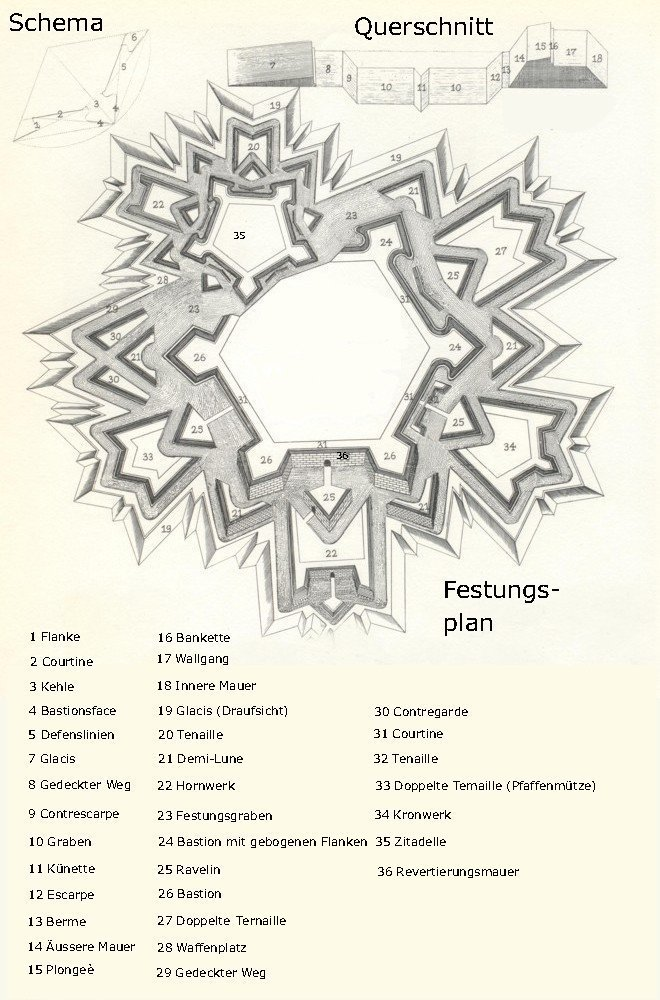
Pla d'una fortalesa del

Es va demostrar que la forma més efectiva de protegir les muralles del foc dels canons enemics resultava ser la profunditat –incrementant el gruix de les defenses–, i els angles –assegurant que els atacants no poguessin disparar a les muralles de forma perpendicular, sinó en angle oblic–. Inicialment les muralles van ser reduïdes i apuntalades pel davant i pel darrere amb materials com pedra i sorra que absorbia millor l'impacte dels projectils. Les antigues torres es van reformar i van prendre la forma de bastions triangulars.
Aquest disseny va prendre forma en la traça italiana. Fortaleses en forma d'estrella envoltant pobles i fins i tot ciutats, amb defenses exteriors que van demostrar ser molt difícils de capturar fins i tot per un exèrcit ben equipat. Les fortaleses construïdes d'aquesta forma al llarg del segle xvi no van arribar a ser obsoletes fins al segle xix, i fins i tot es van continuar usant durant la Primera Guerra Mundial, encara que modificades per adaptar-les a l'estil de guerra del segle xx.
Tanmateix, el cost de construcció d'aquest tipus de fortaleses era extremadament alt, i sovint era excessiu i les petites ciutats no ho podien assumir. Algunes van arribar a la fallida en el procés de construcció, mentre que altres, com Siena, van gastar tants diners en les fortificacions que van ser incapaces de mantenir un bon exèrcit, per la qual cosa van perdre les seves guerres que van patir. Tot i així, al nord d'Itàlia, durant les primeres dècades del segle xvi, es van construir un gran nombre d'impressionants construccions destinades a resistir les repetides invasions franceses, les anomenades Guerres d'Itàlia. Moltes d'aquestes fortaleses encara continen dempeus.

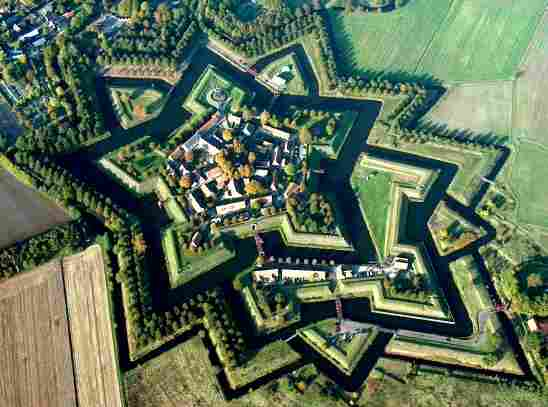
Fortalesa de Bourtange a Groningen, Països Baixos. Fortalesa de forma pentagonal, amb 5 bastions, un a cada un dels seus angles.

Entre 1530 i 1550, el nou estil de fortificació es va estendre per Itàlia i cap a la resta d'Europa; particularment a França, els Països Baixos i Espanya. Els enginyers italians eren sol·licitats per tot Europa, sobretot en àrees fuetejades per la guerra. Durant molts anys, les tàctiques ofensives i defensives van estar equilibrades. Això va portar a una sèrie de guerres cada vegada més preparades i costoses que requerien una major planificació i la implicació dels diferents governs.
Les noves fortaleses asseguraven que les guerres no s'estenguessin més enllà d'una sèrie de setges. Ja que les fortaleses podien allotjar fàcilment uns 10.000 homes; un exèrcit invasor no podia ignorar una posició poderosament fortificada, ja que suposava un risc molt alt de contraatac. Com a resultat, gairebé totes les ciutats havien de ser preses, el què suposava un llarg procés que podia prendre mesos i fins i tot anys, fins que els ciutadans de la ciutat es rendien per gana. La majoria de les batalles d'aquesta època van ser entre exèrcits que mantenien el lloc a una posició, i els exèrcits de rescat que tractaven d'alliberar els assetjats.

### El mariscal Vauban

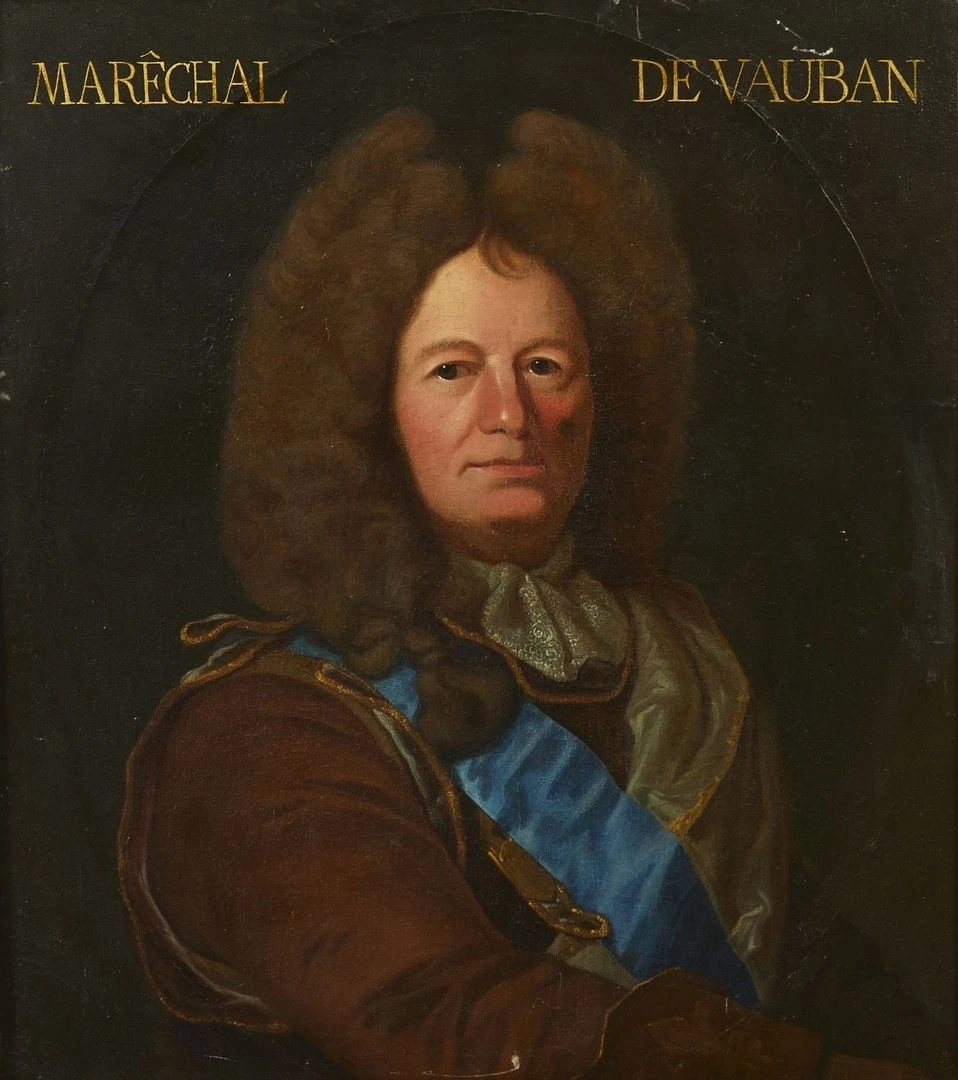
Sébastien Le Prestre, Mariscal Vauban.

Al final del segle xvii, el mariscal Sébastien Le Prestre de Vauban, un enginyer militar francès, va desenvolupar un model molt desenvolupat de fortificació moderna, refinant l'estratègia del setge sense alterar-la de forma dràstica: es cavaven canals, es protegien les muralles amb glacis, i els bastions enfilaven els atacants. Alhora, va demostrar ser un mestre planejant els setges. Va millorar el setge tot fent servir en un procés metòdic que, si no s'interrompia, acabava conquerint qualsevol fortificació.
Planejar i mantenir un setge era tan difícil com defensar-lo. L'exèrcit que assetjava havia d'estar preparat per repel·lir tant les sortides de l'àrea assetjada com qualsevol atac que intentés alliberar la posició des de l'exterior. Per això era habitual construir línies de trinxeres i defenses en ambdues direccions. Les línies externes envoltaven completament l'exèrcit atacant i li donaven protecció en cas d'atacs externs; serien el primer element de construcció en la preparació del setge, que es realitzaria poc després que la ciutat hagués estat envoltada. També es construiria una línia de circumval·lació, mirant cap a la zona assetjada, com a protecció davant de les sortides dels defensors i prevenint una possible fugida.
La següent línia, que Vauban solia col·locar a uns sis-cents metres de l'objectiu, contenia les principals bateries de canons pesants, de manera que poguessin arribar a l'objectiu sense ser, al seu torn, vulnerables. Una vegada que s'establia aquesta línia, els equips de treball avançaven per crear una altra línia a 250 metres, que constava de canons més petits. L'última línia es construïa a només 30 o 60 metres de la fortalesa. Aquesta línia tenia els morters, i servia com a lloc per llançar els atacs una vegada s'haguessin obert bretxes en les muralles. També és des d'aquí des d'on els sapadors treballaven per obrir túnels per atacar els fonaments de la fortalesa.
Les trinxeres que connectaven diverses línies dels assetjants no es podien construir de forma perpendicular a les parets de la fortalesa, ja que llavors els defensors tindrien una clara línia de foc per tota la trinxera. Per això es construïen en ziga-zaga, o amb angles molt aguts.

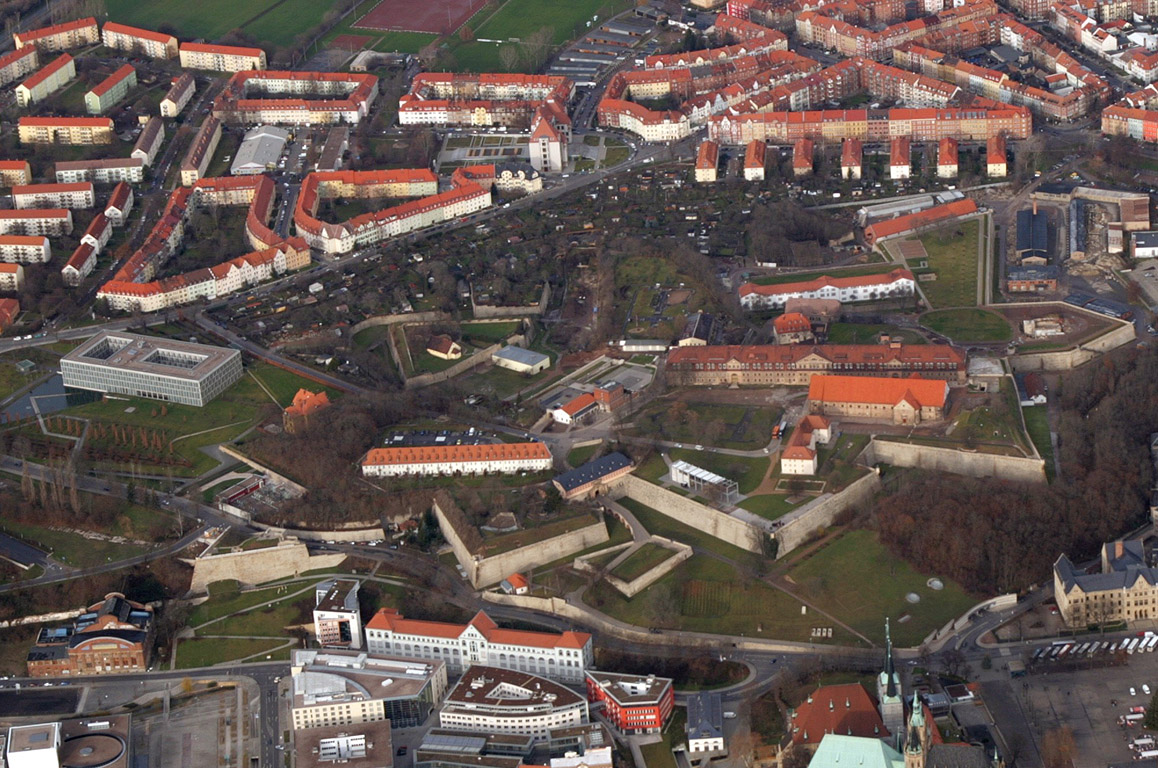
La ciutadella Petersberg a Erfurt (Alemanya). Segueix el disseny de Vauban.

Un altre element de la fortalesa era la ciutadella. Normalment es tractava d'una petita fortalesa dintre d'una altra de més grossa que, de vegades, es dissenyava com un últim bastió de defensa, però normalment tenia la funció principal de protegir la guarnició d'una possible revolta a la ciutat. La ciutadella es feia servir tant en temps de pau com en temps de guerra per mantenir l'ordre dels residents de la ciutat.
Com en èpoques anteriors, la majoria dels setges es decidien amb poca lluita entre els exèrcits. L'atacant tenia molt en compte la gran quantitat de baixes que suposaria un atac directe a la fortalesa, per la qual cosa normalment preferia esperar que els subministraments s'esgotessin, o les malalties debilitessin els defensors fins al punt que estiguessin desitjant rendir-se. Alhora, les malalties, i especialment el tifus, eren un perill constant per les tropes acantonades fora de la fortalesa, i sovint obligaven a efectuar una retirada. Els setges sovint els guanyava l'exèrcit que aguantés més temps.
Un element molt important de l'estratègia del setge era si es permetria o no la rendició de la ciutat assetjada. Normalment era preferible permetre la rendició, tant per evitar baixes com per donar exemple a futures ciutats assetjades. Deixar que una ciutat es rendís, amb un petit cost en vides, era una solució molt més bona que massacrar brutalment la població després d'un llarg setge. És més, si un exèrcit tenia fama de matar i saquejar sense valorar la rendició, llavors els esforços defensius d'altres ciutats augmentaven.

### L'arribada de la guerra mòbil
La tàctica del setge va dominar l'Europa occidental durant la major part dels segles xvii i xviii. En aquell temps es podia dedicar una campanya militar sencera, i fins i tot més, en un sol setge; per exemple, el setge d'Oostende va durar des del 1601 fins al 1604, o el de setge de La Rochelle (1627-1628). Això donava lloc a uns conflictes bèl·lics d'una llarga durada i el balanç resultant mostrava que els setges suposaven un gran cost material i de temps i eren més eficaços els enfrontaments a camp obert; enfrontaments entre assetjadors i exèrcits que tractaven d'alliberar el lloc, i les victòries arribaven amb lentitud i, sovint, del costat del més poderós econòmicament. Els rars intents de forçar batalles en camp obert, com per exemple la del rei suec Gustau II Adolf el 1630 o els francesos contra els neerlandesos el 1672 i el 1688, gairebé sempre eren derrotes molt cares.

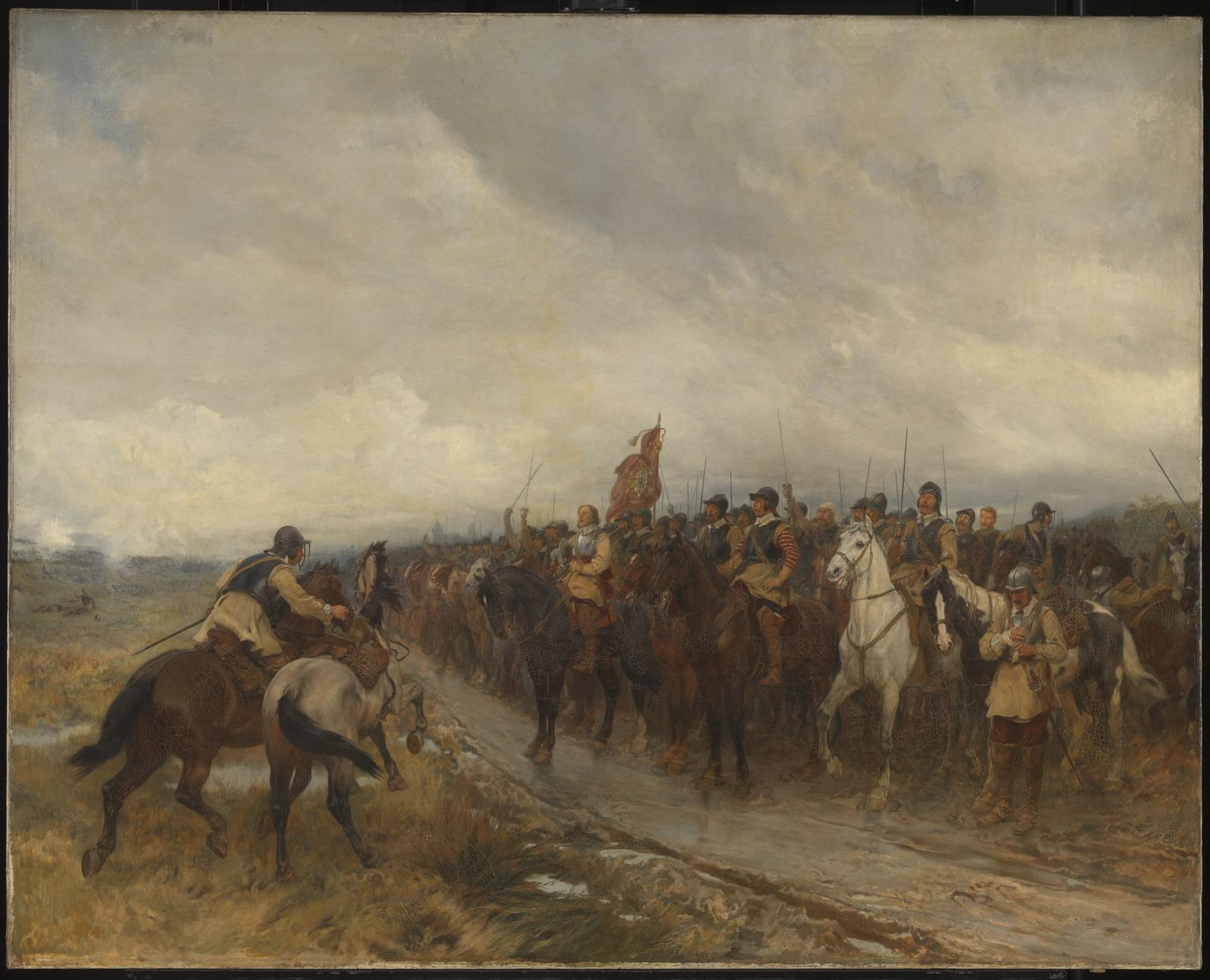
Guerra Civil Anglesa.
Cromwell at Dunbar de A. Carrick Gow.

L'excepció a aquesta regla va ser el cas anglès. Durant la Guerra Civil Anglesa tot allò que tendia a prolongar la lluita, o exigia massa energia, molestava els homes dels dos bàndols. A França i Alemanya, la prolongació d'una guerra continuava donant feina als soldats, però a Anglaterra:
| «                                     | 'Mai acampàvem o ens atrinxeràvem… La màxima general de la guerra era: On és l'enemic? Deixeu-nos anar i lluitar. O… si l'enemic arriba… Què hem de fer! Sortir a camp obert i enfrentarnos | » |
| — Daniel Defoe, Memoirs of a Cavalier | |   |

Aquest passatge de les Memoirs of a Cavalier (Memòries d'un Cavaller), atribuït a Daniel Defoe, és un resum admirable del caràcter de la Guerra Civil.
Això era molt diferent del setge de Nuremberg, durant la guerra dels 30 anys, o en la batalla de les Dunes (1658), en la Guerra de Successió Espanyola de 1654, on els regiments anglesos van demostrar a les forces continentals aquest esperit; el Duc de Marlborough preferia enfrontar-se a l'enemic en batalles campals més que participar en la guerra de setges, encara que també era molt competent en aquest tipus de guerra. A començament del segle xix, dos grans esdeveniments canviarien el panorama bèl·lic.

#### Conceptes estratègics

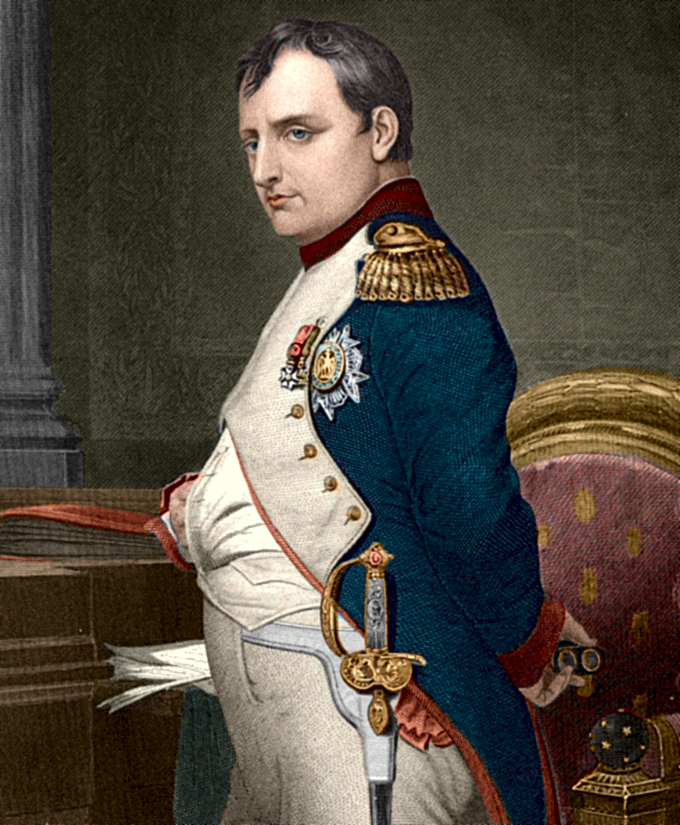
Napoleó Bonaparte.

Els esquemes estratègics tradicionals van ser modificats arran de la Revolució Francesa i de les Guerres Napoleòniques. Les noves tècniques van impulsar exèrcits de gran mobilitat, amb cossos militars diferenciats que marxaven separats, i només s'unien al camp de batalla. Els exèrcits estaven més dispersos i podien desplaçar-se més ràpidament per les noves vies de comunicació per mor de la millora de les carreteres; i les fortaleses es podien deixar de costat. Napoleon Bonaparte sempre cercava un final ràpid a qualsevol conflicte mitjançant una batalla campal. Aquesta revolució militar va ser descrita i sistematitzada per Carl von Clausewitz.

#### Avenços industrials
Per una banda, els avenços en artilleria van fer que les defenses que abans eren gairebé infranquejables fossin inútils. Per exemple, les muralles de Viena que havien detingut els turcs a mitjan segle xvii no van ser cap obstacle per Napoleó a final del segle xviii. Quan es donaven situacions de setge, com el setge de Delhi i el de Cawnpore durant la Rebel·lió índia de 1857, els atacants solien ser capaços de vèncer les defenses en un termini de dies o setmanes, en lloc de setmanes o mesos, com ocorria abans.
Per altra banda, les fortaleses quedaven obsoletes amb el desenvolupament de la mobilitat militar. La gran fortalesa sueca de Karlsborg va ser construïda en la tradició de Vauban i estava pensada com una capital de reserva per Suècia, després de la pèrdua de Finlàndia el 1809, però va quedar obsoleta abans que es completés el 1869. El general prussià von Moltke, un gran exponent de l'art de guerra mòbil, hauria somrigut només dues vegades en la seva vida; quan va veure la fortalesa de Karlsborg, i quan la mare de la seva muller va morir.
Durant la guerra francoprussiana, les línies dels camps de batalla es modificaven molt ràpidament al llarg i ample de França. Tanmateix, el setge de Metz i el setge de París van detenir els exèrcits alemanys durant mesos, a causa, en part, de la millora en la capacitat defensiva de la infanteria amb la incorporació del rifle Chassepot, i al principi de forts adossats i semiadossats amb artilleria de calibre pesant. Això va determinar la construcció de fortaleses a través d'Europa, com les fortificacions massives de Verdun. També va incorporar-se la tàctica que buscava la rendició bombardejant la població civil tancada dins d'una fortalesa més que les mateixes defenses.
A començament del segle xix, les línies de fortificacions de Torres Vedras (1810-1811), construïdes pels portuguesos però assessorats pel cos d'Enginyers de l'exèrcit britànic, van ser capaces de detenir l'exèrcit francès i van representar un dels primers casos de guerra de trinxeres. Més tard, el setge de Sevastopol (1854-1855) durant la guerra de Crimea i el de Petersburg (1864-1865), Virgínia, en la Guerra Civil dels Estats Units, mostraren que les ciutadelles modernes, quan eren millorades per defenses improvisades però eficaces, podien resistir a un enemic durant molts mesos. D'altra banda, el setge de Pleven durant la Guerra russo-turca (1877–1878) demostrà que les defenses de camp, encara que construïdes precipitadament, feien possible resistir a atacs preparats, i era un presagi de la guerra de trinxeres de la Primera Guerra Mundial.
Els avenços en la tecnologia d'armes de foc si no anaven acompanyats de millores en les comunicacions al camp de batalla, conduïren, de manera gradual, al fet que les tàctiques defensives tornessin a tenir més força. Un exemple de setge durant aquesta època, prolongat durant 337 dies a causa de la incomunicació dels assetjats, va ser el setge de Baler, en el transcurs de la Revolució Filipina i la Guerra hispanoestatunidenca; en aquest fet, un reduït grup de soldats espanyols va ser assetjat en una petita església pels insurrectes filipins, i va durar fins uns mesos després de firmar-se el Tractat de París (1898) que va acabar el conflicte.

## La guerra moderna

Una trinxera a prop de La Boisselle, a la Batalla del Somme (1916).

La Primera Guerra Mundial va desenvolupar un tipus de setge en el format de guerra de trinxeres, principalment com a resultat de l'increment del poder de foc a disposició de les forces defensives, com van ser, per exemple, les metralladores. Encara que el setge havia marxat fora de les zones urbanes, perquè les muralles de la ciutat no eren efectives contra les armes modernes, la guerra de trinxeres podia fer servir moltes de les tècniques de la guerra de setge –túnels, mines, artilleria i, sens dubte, la guerra de desgast–, però a una escala molt més gran i en un front bèl·lic molt més ampli.
El desenvolupament del tanc blindat va millorar les tàctiques d'infanteria i, cap al final de la Primera Guerra Mundial, els canvis van tornar a girar la balança a favor de les maniobres militars. La Blitzkrieg, la «guerra llampec» de la Segona Guerra Mundial, va demostrar que les fortificacions fixes eren vençudes fàcilment amb les maniobres adequades, tot evitant l'atac frontal i els llargs setges. La gran línia Maginot va ser sobrepassada i les batalles que haurien portat setmanes de setge es podien evitar per la força aèria com, per exemple, es van fer els alemanys en la captura, fent servir paracaigudistes, en la batalla del Fort d'Eben-Emael a Bèlgica, al començament de la guerra). Encara que els setges continuarien, a partir d'aquell moment seria dins un estil totalment diferent i en una escala reduïda.
Els setges més importants de la Segona Guerra Mundial van tenir lloc al front de l'est, on la sagnant guerra de carrer va marcar les batalles de Leningrad, Stalingrad i Berlín. En aquestes batalles, les ruïnes d'un entorn urbà van demostrar que podien ser obstacles tan efectius per un exèrcit invasor com qualsevol fortificació. Al front de l'oest, a part de la llarga Batalla de l'Atlàntic, els setges no van tenir la intensitat de l'altra front. Tanmateix, hi va haver una sèrie de fets notables o crítics: el setge de Malta (1940), el de Tobruk i el de Montecassino. Al sud-est asiàtic cal destacar el setge de Singapur, el de Myitkyina entre d'altres.
Els mètodes de subministrament aeri es van desenvolupar i utilitzar àmpliament a la Campanya de Birmània per subministrar provisions als chindits, la infanteria britànica estacionada a l'Índia, i a altres unitats, incloent-hi les que es trobaven en setges com el d'Imphal. Tots aquests casos van permetre als aliats adquirir una experiència vital que farien servir en el bloqueig de Berlín durant la Guerra Freda.
Durant la Guerra del Vietnam la batalla de Dien Bien Phu de 1954 i la batalla de Khe Sanh de 1968 van tenir característiques semblants a un setge. En ambdós casos, el Viet Minh i el Việt Cộng van ser capaços d'aïllar l'exèrcit enemic capturant els terrenys del voltant. A Dien Bien Phu els francesos van ser incapaços de fer servir la força aèria per trencar el setge i van ser derrotats. Tanmateix, a Khe Sanh, només catorze anys més tard, els avenços tècnics van permetre als Estats Units aguantar el setge. La resistència de les forces dels nord-americans va ser assistida per la decisió de les forces vietnamites d'emprar el setge com una distracció estratègica per permetre una ofensiva mòbil, l'ofensiva del Tet, la primera a desenvolupar-se de manera segura. El setge de Khe Sanh és un exemple que mostra les característiques típiques dels setges moderns: mentre que els defensors tenien una gran capacitat per defensar-se, l'objectiu principal dels atacants, més que portar el setge a la seva conclusió, era embotellar les forces enemigues i crear una distracció estratègica.

## Setges del segle XXI
En les guerres del segle XXI, s'han produït setges durant la Guerra Civil Síria com el setge de Homs, el setge de Kobani, el setge de Deir ez-Zor (2014–2017) i el setge d'al-Fu'ah i Kafriya, i altres per les tropes russes a les ucraïneses durant la Invasió russa d'Ucraïna del 2022, com el setge de Mariupol.

## El setge en les accions policials
Malgrat l'aclaparador poder de l'estat modern, les tàctiques de setge continuen utilitzant-se en conflictes policials. Això ha estat a causa d'un cert nombre de factors, principalment el risc de la vida humana, sia el dels policies, el dels ostatges, el de terceres persones o el dels mateixos assetjats. La policia utilitza negociadors entrenats, psicòlegs i, si és necessari, la força, sempre amb la possibilitat de recolzar-se en l'exèrcit, en casos extrems.
Una de les complicacions a què fa front la policia en un setge amb ostatges és la síndrome d'Estocolm, mitjançant el qual a vegades els ostatges desenvolupen vincles d'afinitat amb els seus segrestadors. Hi ha casos en els quals els ostatges han intentat servir d'escut per a protegir els seus segrestadors o han refusat cooperar amb les autoritats en les acusacions.

## Vegeu també

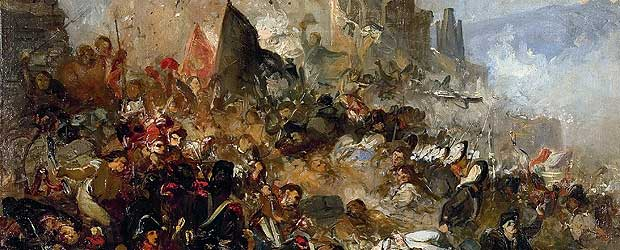
El setge de Girona de 1809.